# 联合早报
- 關於新加坡報業控股出版的新加坡中文晚報，請見「联合晚报 (新加坡)」。
- 關於馬來西亞的中文報紙，請見「聯合日報」。
- 關於臺灣聯合報系出版的報紙，請見「聯合報」。

《南洋·星洲聯合早報》（英語：Nanyang Sin-Chew Lianhe Zaobao），簡稱《聯合早報》（Lianhe Zaobao），由新加坡报业控股出版，是新加坡主要华文综合性日报和新加坡发行量最大的华文报纸。平日发行量约为20万份，星期天22万份，新加坡读者人数约75万。除新加坡之外，也在中国大陆、香港和文莱等地少量发行。现任總編為吴新迪。
《聯合早報》一直立足新加坡，放眼东南亚，紧盯中国，主要關注新加坡本國、兩岸四地等地時事新聞。《联合早报》每期言论版面有2-3版，比其他报纸言论版面要多，其中也有较多和中国相关的内容。联合早报开设多个栏目，栏目中經常發表學者以及撰稿人士的文章。照片、图表有时面积超过了半个版。

《聯合早報》舊標誌

## 历史
《联合早报》前身是1923年创刊的《南洋商报》和1929年新加坡创刊的《星洲日报》，在新加坡被要求離開後，這些報社也拆夥，於是在馬來西亞發行自己的地方報。
1974年，《新加坡报刊与出版社法》在新加坡通過後，新加坡的《星洲日報》分部被重組為一家公共機構，名為《星洲日報（新加坡）》，而《南洋商報》的新加坡版則由南洋報業（新加坡）擁有。
由於英語成為新加坡學校的第一語言，導致中文報紙讀者預期下滑，兩家中文大報於1983年3月合併，合并后共同出版《南洋·星洲联合早报》，後來简称《联合早报》。此次合併促成了新加坡報業機構的成立，該機構出版了早報《聯合早報》與晚報《聯合晚報》。根據新加坡調查研究公司（英語：Survey Research Singapore）於1983年進行的調查，《聯合早報》在所有英文與中文報紙中是全新加坡最受歡迎的報紙，平日讀者人數為68.9萬，週日則達74.3萬。
1984年8月4日，該公司與《海峽時報》報業集團及時代出版有限公司合併，組成了新加坡報業控股（英語：Singapore Press Holdings）。
《联合早报》1995年开始上网，根據AC尼爾森統計該報網站在全球有420萬華人網民，日均页浏览量达到800万-1000万次，其中有90%的网民来自新加坡国外，85%的網民來自中國大陸。
自2016年9月8日起，該新聞平台也開始呈現來自新加坡報業控股旗下另外兩份華文報紙——《聯合晚報》和《新明日報》的新聞內容。根據《華盛頓郵報》的報導：「《聯合早報》在新加坡的紙本與數碼總發行量，根據公司申報資料，從2015年的187,900份下降至2020年的144,000份。」
《聯合早報》2018年1月在Alexa的排名为：全球6,215位，中国612位。
根據路透新聞學機構於2021年發表的一項研究，《聯合早報》在新加坡的每週紙本讀者觸及率為8%，而線上觸及率則為7%。
2021年12月，《聯合早報》轉隸新報業媒體有限公司。

## 立场与评价

### 对新加坡
与所有新加坡报业控股媒体一样，《联合早报》被视为亲政府或亲人民行动党。

### 对中华人民共和国
该报也被认为是亲北京的，⁣并且经常包含来自亲中国共产党来源的社论，例如《人民日报》、《香港01》、《明报》、《环球时报》、《中国时报》、《北京青年报》等。而且《联合早报》是为数不多的允许进入中国的外国报纸之一，而在中国，外国媒体通常受到严格控制。
2001年，法輪功学员创办的《大紀元時報》曾經批評《聯合早報》对中国共产党所施压的法轮功的报道，表示《早报》经常批评法轮功是个邪教组织，将《早报》称为“变相的海外新华社”。
2008年，中國記者陸建義评论認為它秉持了其一贯的“不夸张、不渲染、不武断、不歪曲”的原则。其内容的厚重，表现在以下方面：一是坚持客观公正，二是开阔国际视野，三是倡导主流价值观， 四是服务百姓民生。
2017年，新加坡時事評論員李慧敏发表评论認為，《聯合早報》的報導立場親北京，沒有獨特的新加坡視角，她自己投稿只要使用尖銳的詞彙都會被要求刪改。
2019年，蘇格蘭研究學者丹尼爾·哈蒙（Daniel Hammond）於该年發表的一項研究指出，《聯合早報》在東南亞扮演著「中國的诤友」（英語：China's critical friend）角色，一方面過東南亞視角傳達對中國行動的關切與批評，例如在南海議題上的立場，另一方面對中國與新加坡之間的關係則進行壓倒性地正面報導。
2023年7月，《華盛頓郵報》報導指出，《聯合早報》為避免其網站在中國被屏蔽，製作了一個專為中國讀者設計的網站版本，因此展現出更親中的立場。《聯合早報》對此發文反駁，強調其堅持新聞中立與編採自主，一直坚持“兼容东西、力求不偏不倚”，又称《联合早报》网也曾经历过多次长期被中国官方屏蔽。新加坡駐美大使呂德耀亦作出回應，表示在他擔任新加坡駐華大使期間，常聽到來自不同國籍的《早報》讀者認可該報導向平衡、觀點獨特，體現了新加坡的視角。他補充說，美國媒體若期望《聯合早報》與《華盛頓郵報》一樣，或期望新加坡選邊站向美國或中國，這樣的觀點是「誤導性的」。
2023年9月的《聯合早報》百年慶典上，时任新加坡總理李顯龍表示，他對《早報》堅守原則、在新聞報導上保持獨立與客觀感到欣慰。他也指出，在刊登外國撰稿人文章時，《聯合早報》應確保讀者明白這些作者代表的是誰的立場，並認識到這些觀點不代表《早報》的立場。

### 对中华民国
2020年4月11日，《聯合早報》發布文章點名副總統陳建仁跟外交部長吳釗燮等臺灣官員罵人。民主進步黨籍立委蔡易餘對此回应：「聯合早報就我們長久的觀察，它是一個非常親中的媒體，所以現在中國大外宣，大概就是把它包括在裡面。」民進黨立委王定宇表示，《聯合早報》的專評學者一般為「帶有一定的中國民族主義思想的時事評論員」，如阮次山、中國全國政協委員韓方明等人。
2021年4月，《聯合早報》將其涵蓋台灣新聞的「大中華」版面更名為「中國」版。
2025年5月3日，新加坡聯合早報台北資深記者莊惠良發布評論《台灣民主異化》指出，民進黨政府讓台灣目前民主表象猶在，但引以為傲的民主自由內涵正逐步流失中，呼籲擁有權力者應慎重再慎重。

### 对马来西亚
2018年马来西亚大选后，《聯合早報》評價担任第七任首相的馬哈迪·莫哈末是一名極具爭議性的政治領袖。在其擔任首相期間，讓馬來西亞躍上国际舞台，使國家經濟多年成長，而其領導方式以及隨之而來的金錢政治、裙帶關係使他備受爭議。

## 内容

### 板块内容
《联合早报》字体比中国大陆报纸的字体稍大，标题用黑体字，不同的标题用不同的颜色和字号相区别。容量大约每天30－60版，主要分为以下几个板块：
- 通常版（周一至周六）：焦点、新加坡、东南亚、国际、中国、体育、言论、财经、现在（副刊）、分类广告
- 早报星期天：新闻、中国心跳、天下、想法、体育、财经拼盘、早报周刊、分类广告
- 《ThinkChina》：为《聯合早報》在2019年推出的一本英文電子雜誌[32]

### 學生刊物
ZBSchools.sg 是一個專為學生設立的線上平台，旗下包含多份學生讀物，包括《早報逗號》、《大拇指》、《小拇指》以及《小小拇指》。《早報逗號》面向中學生，《大拇指》針對高小學生，《小拇指》則面向低小學生，而《小小拇指》則為幼兒園學生設計。
《早報逗號》前身為《星期5週報》，於2009年1月7日改版並更名。內容包括對《聯合早報》新聞的延伸報導、《早報》記者撰寫的文章，以及《早報》新聞的簡要資訊，旨在幫助學生與《早報》的內容建立聯繫。

## 网站封锁

### 被中国大陆屏蔽
联合早报网偶尔会在中国大陆被屏蔽，其帖子在新浪微博上偶尔会被删除。2009年，联合早报网在中国被暂时屏蔽，中国分析人士认为，这可能与《联合早报》发表的一篇题为《中国网络打击激怒网民》的文章有关，反对中国政府的言论在中国大陆经常受到审查。据报道，该文在2017年再次被屏蔽，但没有给出官方原因。2023年，联合早报推出了其中国版网站以避免相关内容被审查。

### 屏蔽香港用户
有报道指，从香港访问联合早报网时，与1989年天安门广场抗议和屠杀有关的内容開始會受到审查。2023年6月21日，一篇關於「拜登稱習近平為獨裁者」的報道，在香港無法閱覽，惟香港境外地區均可成功開啟；同時自由亞洲電台發現多篇關於香港今年「六四」悼念的報道亦出現同樣情況，引來外國新聞媒體在港遭「屏蔽」疑慮。

## 争议事件

### 采访彭帅
2021年12月19日 ，《联合早报》发布中国女网名将彭帅受访影片，为她被性侵犯风暴再做澄清。但《联合早报》的采访者顾功垒的职位并非该报记者，而是集团下负责商业业务的总经理，认为不具备在中国采访的资质。而顾功垒曾发表具有中国官方色彩的文章，因此被质疑是为中国进行大外宣。旅美政治评论家陈破空認為，该报记者顾功垒无论是采访或提问方式，都显然是经过精心设计的。而新加坡《联合早报》有可能跟中共合作演一场戏。而演戏的时候，这个记者的身份已经被揭露，他已经在上海做著其他的业务，突然又以新加坡《联合早报》记者身份出现，也就是临时安排的一个角色。

### 被冒充传谣
2022年4月，网络上流传一则宣称是“新加坡联合早报独家报道”的消息，称“世卫组织首席病毒专家唐·克拉克认定，全球新冠患者将不以核酸阳性为依据，而以肺部影像改变为感染依据。中国卫计委将会发布新型冠状病毒封控的新标准。世卫组织总干事谭德赛还宣布将联合国总部所在地洛桑橡木湾更名为武汉路，并预测疫情将于年内结束。”4月1日，联合早报官方微博“@早报网”辟谣称，《联合早报》及旗下联合早报网从未发布过上述消息。而网传消息中的“卫计委”早已不存在，中华人民共和国现有的主管卫生健康工作的政府机构全名为中华人民共和国国家卫生健康委员会，国家卫计委也于国家卫健委成立时同时撤销。而消息中的“封控新标准”也是不存在的。另外世界卫生组织并没有“首席病毒专家”这一职位；联合国总部位于美国纽约市，而不是瑞士洛桑。